# Boscaler de la Sonda
El boscaler de la Sonda (Locustella montis) és una espècie d'ocell de la família dels locustèl·lids (Locustellidae). És endèmic de les muntanyes a l'est de l'illa de Java (Indonèsia). Habita els boscos i els matollars tropicals i subtropicals de l'estatge montà. El seu estat de conservació es considera de risc mínim.